# Кар (Італія)
Кар (фр. Quart) — муніципалітет в Італії, у регіоні Валле-д'Аоста.
Кар розташований на відстані близько 590 км на північний захід від Рима, 8 км на схід від Аости.
Населення — 4011 осіб (2014).
Щорічний фестиваль відбувається 2 серпня. Покровитель — Sant'Eusebio.

## Демографія
Населення за роками:

Станом на 1 січня 2023 року в муніципалітеті офіційно проживало 160 іноземців з 32 країн, серед них 65 громадян країн Євросоюзу та 11 громадян України.

## Сусідні муніципалітети
- Бриссонь
- Нюс
- Ояс
- Поллен
- Сен-Кристоф
- Сен-Марсель
- Вальпеллін